# シュガーズの週末は甘えナイト!
『シュガーズの週末は甘えナイト!』（シュガーズのしゅうまつはあまえないと）は、2012年11月10日から2013年9月28日までTBSラジオで放送されていたバラエティ番組である。

## 概要
擬似女子会を催しよしもとクリエイティブ・エージェンシーの女芸人から選抜されたユニット「シュガーズ」がガールズトーク、女性からのお悩み相談、スイーツ、化粧品情報を交えながら展開する。
初回と第二回は東京ソラマチのTOKYO SKYTREE TOWN STUDIOから公開生放送を行った。

## 放送時間
毎週土曜日19：00 - 20：00

## 出演
- シュガーズ

森三中（黒沢かずこ、大島美幸、村上知子）
友近
椿鬼奴
まちゃまちゃ
アジアン（隅田美保、馬場園梓）
ハリセンボン（箕輪はるか、近藤春菜）
南海キャンディーズ（しずちゃん）